# Otto Ernst Remer
Otto Ernst Remer (Neubrandenburg 1912. augusztus 18. – Marbella 1997. október 4.) német katonatiszt a Wehrmacht kötelékében. Jelentős szerepet töltött be az 1944. július 20-i államcsíny leverésében. A háború után Gerhard Krüger és Fritz Dorls mellett társalapítója volt a Szocialista Birodalmi Pártnak (Sozialistische Reichspartei – SRP), amelyet 1952-ben betiltottak.

## Életrajza

### Katonai karrierje
1932-ben érettségizett, majd rögtön belépett a hadseregbe. Gyorsan haladt a katonai ranglétrán. A hadapródból már 1935-ben hadnagy lett és a gyalogságnál töltött be csapattiszti posztokat. Hat évvel később századossá léptették elő, 1942-ben a Großdeutschland páncélgránátos-ezredhez helyezték zászlóaljparancsnoknak, majd hamarosan őrnagyi rendfokozatot kapott, amellyel, 1944-ben a berlini Großdeutschland ezredhez került parancsnokként.

#### Az államcsíny alatt
1944. július 20-án robbanás történt a Wolfschanze, vagyis a Farkastanya helyzetmegbeszélő barakkjában, amit egy, Hitler meggyilkolására készített bomba okozott. A bombát a Walküre hadműveletben aktívan részt vevő Claus Schenk von Stauffenberg hagyta a barakkban, majd távozott. Nem sokkal később értesítette a Berlinben tartózkodó Olbricht tábornokot a merényletről, aki parancsot adott - von Hase altábornagyon keresztül - Remernek, hogy foglalja el a város legfontosabb pontjait, valamint, hogy biztosítsa a hadügyminisztérium épületét, és fogja el Joseph Goebbelst. Remer - mivel nem tudta, hogy Hitler valójában nem halt meg - körülzáratta a kormánynegyedet, majd a Propagandaügyi Minisztériumba ment letartóztatni Berlin gauleiterét. A propagandaminiszter éppen telefonált, amikor Remer belépett az irodájába. Remer tájékoztatta a parancsról és annak körülményeiről Goebbelst. A gauleiter, miután felhívta Remer figyelmét a Führernek tett esküjére, átadta a telefont, és Remer meggyőződhetett arról, hogy Hitler valóban él. A Führer utasította, hogy menjen a Bendler-straßéra, és verje le az összeesküvést. Remer ekkor újra kivonult az utcára, de most már az összeesküvők ellen. Kis egységek élén küldött tiszteket a különböző katonai pontokhoz, és majdnem mindenhol eredményt ért el azzal az üzenettel, miszerint Hitler él.

#### A háború végéig
A sikertelen hatalomátvétel után előléptették ezredessé, valamint új pozícióba helyezték. Hitler főhadiszállásának parancsnoka lett. Később azonban elmozdították és a kísérőhadosztály parancsnokává nevezték ki. 1944 augusztusa és októbere között Rastenburgban tartózkodott. A következő év januárjától az ardenneki offenzívában vetették be, majd újra Hitler védőosztagához került, mint a Führer-kísérődandár parancsnoka, azonban májusban hadifogságba esett.

### A háború után
1947-ben elbocsátották a hadifogságból. Három évvel később Gerhard Krüger és Fritz Dorls társaságában megalapította a szélsőjobboldali Szocialista Birodalmi Pártot, amit két évvel később betiltottak. 1982-ben az Ulrich von Hutten Baráti Kört, 1983-ban a Német Szabadságmozgalmat szervezte, valamint alapította meg. Nézetei miatt többször is elítélték, főleg bujtogatásért, faji gyűlöletre valamint rasszista szidalmazásra való uszításért. 1991-től a Remer-Depesche kiadója. A holokauszt-tagadó újság miatt a szövetségi törvényszék jóváhagyott egy ellene szóló letartóztatási parancsot. A letartóztatás elől Spanyolországba szökött, és annak Marbella nevű városában hunyt el 1997. október 4-én.

## Karaktere filmeken
- Hinrich Köhn – 1969: Felszabadítás[8][9]
- Harsányi Gábor – 1983: Lélekvándorlás[10][11][M. 1]
- Timothy Watson – 1990: Megölni Hitlert[12][13]
- Enrico Mutti – 2004: Stauffenberg – A Valkűr hadművelet[14][15]
- Thomas Kretschmann – 2008: Valkűr[16][17]